# Brandmännens riksförbund
Brandmännens riksförbund är ett partipolitiskt obundet fackförbund för anställda inom räddningstjänsten i Sverige.
Förbundet bildades 1945 och fick förhandlingsrätt för deltidsbrandmän 1946. Från att tidigare enbart organiserat deltidsbrandmän öppnade man 2007 upp även för heltidsbrandmän att bli medlemmar, vilka traditionellt organiseras i Svenska kommunalarbetareförbundet (Kommunal). Kommunal är fortsatt det fackförbund som förhandlar om det centrala kollektivavtalet för heltidsbrandmännen. Brandmännens riksförbund har idag cirka 8 500 medlemmar (cirka 1 000 heltidsanställda och 7 500 deltidsanställda), varav 141 är kvinnor.[källa behövs] Förbundet ser det som en av sina mest betydande uppgifter att utveckla svensk räddningstjänst och att verka för bättre arbetsvillkor för sina medlemmar.
Förbundets ledning består av elva ordinarie ledamöter och fem ersättare, som är brandmän. Varje avdelning i förbundet utser själv sitt ombud som skall representera vid kongressen.